# Vítima
O termo vítima vem do latim victus e victimia, "dominado" e "vencido", (ou ainda "oferta" e oblata). No sentido originário, vítima era a pessoa ou animal sacrificado aos deuses. Atualmente, a palavra vítima se estende por vários sentidos. No sentido geral, vítima é a pessoa que sofre os resultados infelizes dos próprios atos, dos de outrem ou do acaso.

## No sentido jurídico
No sentido jurídico-geral, vítima é aquele que sofre diretamente a ofensa ou ameaça ao bem tutelado pelo direito (honra, vida, liberdade, por exemplo).
- No sentido jurídico-penal-restrito, vítima é a designação do indivíduo que sofre diretamente as conseqüências da violação das leis penais.

- No sentido jurídico-penal-amplo, vítima abrange o indivíduo e a sociedade que sofrem indiretamente as consequências dos crimes.

No direito e na criminologia, o estudo da vítima, de uma maneira vasta e multiforme, cabe  à vitimologia, que abrange inclusive a Sociologia jurídica e numa especial atenção a Medicina Legal.